# Emilie O'Konor
Emilie Louise O'Konor, född 21 februari 1983 i Enebyberg i Danderyds kommun, är en svensk före detta ishockeyspelare. Hon representerade under sin aktiva tid AIK, SDE HF och Djurgårdens IFs damlag i såväl SDHL som i lägre serier. Hennes moderklubb är Danderyds SK.